# Cupidon fabriquant son arc
Cupidon fabriquant son arc ou Amour fabriquant son arc (en italien : « Cupido che fabbrica l'arco ») est une peinture à huile sur bois de 135 × 65 cm, réalisée par Parmigianino, vers 1533, conservée au Kunsthistorisches Museum de Vienne en Autriche.

## Histoire
L'œuvre apparaît pour la première fois à Parme dans l'inventaire de Francesco Baiardo qui était un ami et le mécène de Parmigianino. Giorgio Vasari a écrit que Baiardo avait commandé « Cupido che fabbrica di sua mano un arco ».
La peinture a été d'abord héritée par Marcantonio Cavalca puis par Antonio Pérez, Secrétaire d'état de Philippe II d'Espagne, qui l'a apportée avec lui en Espagne. 
En 1579, Pérez est tombé en disgrâce et a été contraint de vendre la peinture à l'empereur Rodolphe II du Saint-Empire romain germanique. Néanmoins, la vente a été bloquée par la couronne espagnole et après de nombreuses tractations, l'œuvre est arrivée à Prague en 1603 avec le tableau du Corrège Jupiter et Io et Ganymède enlevé par l'aigle et a été transférée au Schatzkammer Vienne en 1631, où elle a été vue par Marco Boschini (1660) et Tassoni (1676), qui la décrit comme « fanciullo ignudo e alato dimostrando d'età di quattordici o quindici anni, che si fa l'arco da sé e dietro a lui sono due fanciullini minori che rappresentano il riso e il pianto ». 
Un dessin préparatoire est conservé au Cabinet des Dessins du Louvre (n. 1662). 
Le tableau a été copié par de nombreux artistes dont Joseph Heintz l'Ancien et Rubens dont les peintures sont conservées à la Alte Pinakothek de Munich.